# Global Green Growth Institute
Le Global Green Growth Institute (GGGI) est une organisation internationale fondée sur un traité, dont le siège est à Séoul, Corée du Sud. L'organisation vise à promouvoir la croissance verte, un paradigme de croissance caractérisé par un équilibre entre la croissance économique et l'environnement. Le GGGI fait de la recherche et encourage l'engagement pour la croissance verte, notamment dans les pays en développement, et l’abandon du paradigme actuel fondé sur le développement industriel.
La Vision que s'assigne l'organisation indique que le « GGGI a été fondé sur la conviction que la croissance économique et la durabilité environnementale sont pas simplement des objectifs compatibles, mais que leur intégration est essentielle pour l'avenir de l'humanité ».
Selon sa déclaration de mission, le « GGGI est dédié à l'expérimentation et à la diffusion d'un nouveau modèle de croissance économique dans les pays en développement, nommé la croissance verte , qui cible simultanément des aspects clés de la performance économique, tels que la réduction de la pauvreté, la création d'emplois et l'inclusion sociale, et ceux de durabilité de l'environnement. Cela implique la lutte contre le changement climatique et contre la perte de biodiversité, et l'accès à l'énergie propre et à l'eau ». Le GGGI a actuellement 34 programmes dans 18 pays.

## Histoire
Le GGGI a d'abord été lancé comme un thinktank en 2010 par le président coréen Lee Myung-bak et a ensuite été converti en une organisation basée sur un traité international en 2012 au sommet Rio + 20 au Brésil. 
En décembre 2013, le GGGI a été admis au statut d'Observateur par l'Assemblée générale des Nations unies à la Conférence des parties (CP ou COP) de Varsovie en 2013,.

## Activités
Le GGGI a trois objectifs majeurs : l'adoption et la mise en œuvre de plans de croissance verte ; la mise à disposition de résultats de recherche à l'attention des décideurs ; et l'engagement du secteur privé dans la mise en œuvre des plans nationaux de croissance verte. L'organisation utilise trois approches pour atteindre ces résultats : planification et mise en œuvre de la croissance verte (en anglais GGP&I), développement et gestion des connaissances (KDM), et coopération public-privé (PPC).

### Plans de croissance verte dans les pays en développement
Le GGGI a contribué à financer de la recherche et élaborer des plans de croissance verte pour seize pays en développement : Afrique du Sud, Brésil, Cambodge, Chine, Émirats arabes unis, Éthiopie, Inde, Indonésie, Kazakhstan, Mongolie, Maroc, Pérou, Philippines, Rwanda, Thaïlande et Vietnam Le 27 juin 2014, le GGGI et le Programme des Nations unies pour l'environnement ont annoncé un nouveau partenariat, pour coopérer dans la promotion de stratégies de croissance verte et des plans d'action dans les pays à travers le monde.

### Green Growth Knowledge Platform, la plateforme des connaissances sur la croissance verte
Le 11 janvier 2012, un Mémorandum a été signé entre le GGGI, le  PNUE, l'OCDE et la Banque mondiale pour établir la plateforme des connaissances sur la croissance verte. Cette signature a été suivie par la conférence inaugurale de la plate-forme des connaissances sur la croissance verte Mexico.

## Structure de gouvernance
Le GGGI est gouverné par l'Assemblée des représentants des vingt pays membres, le Conseil, composé de directeurs de dix-sept pays membres et trois acteurs non étatiques, et d'un Secrétariat. Le Président de l'Assemblée est l'ancien président du Guyana Bharrat Jagdeo. Le Conseil est présidé par l'ancien Président de l'Indonésie Susilo Bambang Yudhoyono. Le Directeur Général du Secrétariat est l'ancien secrétaire exécutif de la Convention-cadre des Nations Unies sur les changements climatiques pour la période 2006-2010, Yvo de Boer. Le mandat de quatre ans de De Boer a commencé le 15 avril 2014. Les acteurs non étatiques dans l'institut sont Montek Ahluwalia, Lars Løkke Rasmussen et Suh-Yong Chung.
Le GGGI a des bureaux à Séoul, Abou Dabi, Copenhague et Londres.

### Pays membres
Les pays membres du GGGI sont 20 au 1/5/2015 Ces 20 pays sont membres de l'Assemblée, et le Cambodge, le Guyana, les Philippines et le Royaume-Uni constituent le Bureau de l'Assemblée.
En 2013, le GGGI a été critiqué par deux pays membres pour sa gestion financière : la Norvège a gelé un don de dix millions de dollars, citant des dépenses excessives de voyages et de nourriture du président du Conseil du GGGI Lars Løkke Rasmussen, et la Norvège et le Danemark ont demandé une vérification des finances de l'organisation avant de renouveler leur appui pour 2014.
| Pays                      | Nom officiel                                              | Adhésion>        | Capitale     | Habitants Mio hab. | Chef de l'État                 | Chef du gouvernement                                      |
| ------------------------- | --------------------------------------------------------- | ---------------- | ------------ | ------------------ | ------------------------------ | --------------------------------------------------------- |
| Australie                 |                                                           |                  | Canberra     | 23.500             | Charles III Roi du Royaume-Uni | Tony Abbott Premier ministre                              |
| Cambodge                  |                                                           |                  | Phnom Penh   |                    |                                |                                                           |
| Corée du Sud              | République de Corée                                       | 29 novembre 2012 | Séoul        | 48.955             |                                |                                                           |
| Costa Rica                | République du Costa Rica                                  |                  | San José     | 4.636              |                                |                                                           |
| Danemark                  | Royaume de Danemark                                       |                  | Copenhague   | 5.400              | Margrethe II Reine de Danemark | Helle Thorning-Schmidt Ministre d'État Sociaux-démocrates |
| Émirats arabes unis       |                                                           |                  | Abou Dhabi   |                    |                                |                                                           |
| Éthiopie                  |                                                           |                  | Addis-Abeba  |                    |                                |                                                           |
| Guyana                    |                                                           |                  | Georgetown   |                    |                                |                                                           |
| Indonésie                 |                                                           | 4 septembre 2012 | Jakarta      |                    |                                |                                                           |
| Kiribati                  | République des Kiribati, en gilbertin Ribaberiki Kiribati |                  | Tarawa-sud   |                    |                                |                                                           |
| Mexique                   |                                                           |                  | Mexico       |                    |                                |                                                           |
| Mongolie                  |                                                           |                  | Oulan-Bator  |                    |                                |                                                           |
| Norvège                   | Royaume de Norvège                                        |                  | Oslo         |                    |                                |                                                           |
| Papouasie-Nouvelle-Guinée |                                                           |                  | Port Moresby |                    |                                |                                                           |
| Paraguay                  |                                                           |                  | Asuncion     |                    |                                |                                                           |
| Philippines               |                                                           | 9 octobre 2012   | Manille      |                    |                                |                                                           |
| Qatar                     |                                                           |                  | Doha         |                    |                                |                                                           |
| Royaume-Uni               | Royaume-Uni de Grande-Bretagne et d'Irlande du Nord       |                  | Londres      | 59.500             | Charles III Roi du Royaume-Uni | David Cameron Premier ministre Tory                       |
| Rwanda                    |                                                           |                  | Kigali       |                    |                                |                                                           |
| Viêt Nam                  |                                                           |                  | Hanoï        |                    |                                |                                                           |